# Orosomucoid
Orosomucoidul (ORM) sau alfa-1-glicoproteina acidă (α1AGp, AGP sau AAG) este o proteină de fază acută prezentă în plasmă. Este o glicoproteină alfa-globulinică și este modulată de două gene polimorfe. Este sintetizată în principal în hepatocite și are o concentrație plasmatică normală între 0,6-1,2 mg/mL (1-3% proteine plasmatice). Nivelurile plasmatice sunt afectate de sarcină, arsuri, anumite medicamente și anumite boli, în special HIV.